# Soricomys
Soricomys — рід мишоподібних гризунів родини мишеві (Muridae).

## Опис
Гризун малого розміру, з довжиною голови й тіла між 91 і 115 мм, довжина хвоста від 82 до 101 мм і маса до 36 гр. Зубна формула: I 2/2, C 0/0, P 0/0, M 3/3 = 20.
Шерсть довга і товста, темніша і довша зверху. Морда довга і конічна, а вуха маленькі й круглі. Очі маленькі. Задні ноги довгі й тонкі, як адаптація до наземного життя. Є 5 подушечок на долонях і на підошвах 6. Хвіст приблизно такої ж довжини, як голова і тіла.

## Поширення, екологія
Рід широко поширений на острові Лусон.